# الجمعية الآسيوية

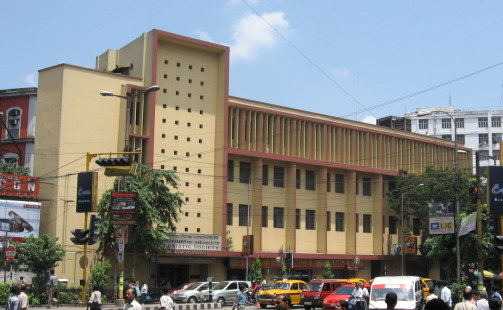
مبنى الجمعية الآسيوية الجديد.

الجمعية الآسيوية (بالإنجليزية: The Asiatic Society)‏ هي جمعية تعني بدراسة الشرق. أسسها السير وليم جونز في كلكتا سنة 1784م.
تغير اسم الجمعية عدة مرات، أولها:
- Asiatick Society
- ثم تغيرت عام 1825 إلى The Asiatic Society
- ثم تغيرت عام 1832 إلى The Asiatic Society of Bengal
- ثم عام 1936 إلى «جمعية البنغال الآسيوية الملكية» The Royal Asiatic Society of Bengal

وآخيرا في سنة 1951م استقر الاسم على الاسم الحالي.